# Nyiaveu Lobliayao
Nyiaveu Lobliayao là một chính trị gia người Lào và là thành viên của Đảng Nhân dân Cách mạng Lào (LPRP). Ông sinh năm 1915 trong một gia đình người Hmong có ảnh hưởng và mất năm 1990. Ông đã hoạt động trong phong trào cộng sản kể từ khi thành lập, và là một trong những thành viên sáng lập của LPRP.
Ông được bầu làm thành viên dự khuyết của Ủy ban Trung ương LPRP tại Đại hội đại biểu toàn quốc lần thứ hai. Tại Đại hội đại biểu toàn quốc lần thứ 3, ông được bầu làm thành viên chính thức của Ủy ban Trung ương LPRP và tại vị cho đến khi nghỉ hưu vào năm 1990.
Anh trai của ông là Faydang Lobliayao.